# جان کرپلن
جان کرپلن (انگلیسی: John Crumplin؛ زادهٔ ۲۶ مهٔ ۱۹۶۷) بازیکن فوتبال اهل بریتانیا است.
از باشگاه‌هایی که در آن بازی کرده‌است می‌توان به باشگاه فوتبال ووکینگ اشاره کرد.